# Joe Wieland
Joseph Wieland (né le 21 janvier 1990 à Reno, Nevada, États-Unis) est un lanceur droitier de baseball>

## Carrière
Joe Wieland est repêché au 4e tour de sélection par les Rangers du Texas en 2008. Toujours joueur de ligues mineures, il est le 31 juillet 2010 échangé aux Padres de San Diego contre le releveur droitier Mike Adams.
Wieldand joue son premier match comme lanceur partant des Padres le 14 avril 2012. En 5 matchs, tous comme lanceur partant, en 2012, il encaisse 4 défaites et affiche une moyenne de points mérités de 4,55 en 27 manches et deux tiers lancées. Il rate toute la saison 2013 après une opération de type Tommy John. En 2014, il effectue deux départs et ajoute deux présences en relève pour San Diego mais ne totalise que 11 manches et un tiers de travail. Il remporte sa première victoire dans les majeurs lors de son départ du 24 septembre 2014 face aux Rockies du Colorado.
Le 18 décembre 2014, Wieland est avec le lanceur droitier Zach Eflin et le receveur Yasmani Grandal échangé aux Dodgers de Los Angeles dans la transaction qui envoie à San Diego  le voltigeur étoile Matt Kemp et le receveur Tim Federowicz. 
Après 8 manches et deux tiers lancées pour Los Angeles en 2015, Weiland est échangé par les Dodgers. Il passe aux Mariners de Seattle le 12 janvier 2016 en retour joueur de champ intérieur Erick Mejia.
En 2016, il évolue pour les Mariners de Seattle.
En 2017, Wieland joue pour les Yokohama DeNA BayStars de la Ligue centrale du Japon.